# تشيكاو (لاعب كرة قدم مواليد 1940)
تشيكاو (بالبرتغالية: Francisco Amancio dos Santos) هو لاعب كرة قدم برازيلي، ولد في 21 فبراير 1940 في ريو دي جانيرو في البرازيل، وتوفي في 19 أغسطس 1968 في كوركوفادو في البرازيل. لعب مع بوتافوغو ريغاتاس ونادي فالنسيا ونادي ليفانتي.